# 피터 프리드먼

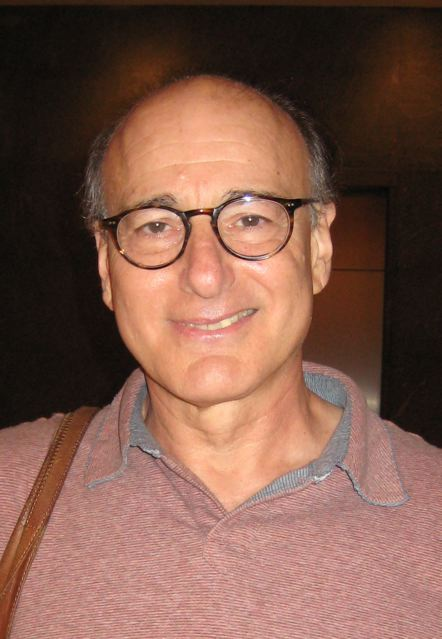

피터 프리드먼(Peter Friedman, 1949년 4월 24일 ~ )은 미국의 텔레비전 배우, 영화배우, 연극 배우이다.
뉴욕에서 태어났다.

## 방송
- 석세션 시즌2

## 영화
- 킵 인 터치 (2015년)
- 커밍 업 로즈 (2011년) - 찰스 역
- 러브 & 드럭스 (2010년) - 캘리포니아 남자 역
- 브레이킹 업워즈 (2009년)
- 메신저 (2009년)
- 새비지스 (2007년) - 래리 역
- 스파이닝 인투 버터 (2007년)
- 시네도키, 뉴욕 (2007년)
- 아임 낫 데어 (2007년)
- 프리덤랜드 (2006년)
- 페이첵 (2003년) - 브라운 역
- 투 어게인스트 타임 (2002년)
- 썸원 라이크 유 (2000년) - 앨리스 남편 스티븐 역
- 나는 앤디 워홀을 쏘았다 (1996년) - 알란 버크 역
- 세이프 (1995년)
- 하이디의 꿈 (1995년)
- 브링크 (1994년)
- 실버레이크 라이프 (1993년)
- 위험한 독신녀 (1992년) - 그레이엄 녹스 역
- 유죄추정 (1991년)
- 법과 질서 (1990년)
- 세븐 싸인 (1989년) - 루치 신부 역
- 쏘냐 (1988년)
- 다니엘 (1983년)
- 도시의 제왕 (1981년)
- 유 베터 왓치 아웃 (1980년)